# Chufuseneb
Chufuseneb (auch: Chufu-Seneb) ist der Name eines altägyptischen Beamten und Priesters, der während der 6. Dynastie des Alten Reiches tätig war. Welchem König er unterstellt war, ist unsicher, aber seine Grabinschriften weisen ihn als Totenpriester des Königs (Pharao) Cheops (4. Dynastie) aus. Er war außerdem Priester des Gottes Achti. Sein Grab war die Mastaba S 388–390 im Westfriedhof der Nekropole von Gizeh.